# Liste de prénoms japonais
 (avril 2019).
Si vous disposez d'ouvrages ou d'articles de référence ou si vous connaissez des sites web de qualité traitant du thème abordé ici, merci de compléter l'article en donnant les références utiles à sa vérifiabilité et en les liant à la section « Notes et références ».
Voici une liste de prénoms usuels japonais, classés par classement alphabétique selon leur transcription en rōmaji. Les écritures possibles en kanas et kanjis sont classées selon la norme JIS.
L'attribution d'un prénom lors de l'enregistrement d'un enfant à l'état civil japonais est soumise à la loi quant à son écriture, qui impose notamment de respecter une liste de kanjis conformes,.
- Haut – A
- B
- C
- D
- E
- F
- G
- H
- I
- J
- K
- L
- M
- N
- O
- P
- Q
- R
- S
- T
- U
- V
- W
- X
- Y
- Z

- (m) Ace (エース)
- (x) Ado (あど, 亜土, 杏土)
- (f) Ai (あい, アイ, 亜衣, 愛, 藍) : amour
- (m) Aiga (アイガ)
- (m) Aiichirō (愛一郎) : fleur de poirier
- (f) Aiko (あいこ, 愛子, 旭子) : enfant de l'amour
- (f) Aika (あいか) : chanson triste, lamentations
- (f) Airi (あいり, 愛理, 愛梨, 愛里, 愛莉)
- (f) Akane (あかね, アカネ, 茜, 明音) : garance, teinte rouge
- (f) Akeko (あけこ, 朱子, 曙子, 明子, 晏気子) : enfant ouvert
- (f) Akemi (あけみ, アケミ, 暁美, 朱実, 朱美, 朱未, 曙覧, 明海, 明実, 明美) : beauté naissante, belle aube
- (x) Aki (あき, 亜紀, 秋) : automne
- (f) Akie (暁恵, 秋絵, 昭恵) : peinture d'automne
- (m) Akifumi (彰文, 昭文, 章史, 聡文, 哲郁) : message d'automne
- (m) Akihiko (彰彦, 昭彦, 聡彦, 明彦) : garçon brillant
- (m) Akihiro (あきひろ, アキヒロ, 昭宏, 昭博, 章博, 聡寛, 明宏, 明弘, 燿大) : vaste et lumineux
- (m) Akihisa (瑛久, 晃久, 昭久, 明央, 明久)
- (m) Akihito (暁人, 顕仁, 彰人, 昭人, 昭仁, 章人, 章仁, 明仁)
- (f) Akiko (あきこ, アキコ, 亜妃子, 安希子, 暁子, 充子, 上子, 明子) : enfant de l'automne
- (m) Akimasa (顕正, 彰正, 明正) : conte merveilleux
- (f) Akina (あきな, アキナ, 亜稀菜, 秋菜, 秋名, 明菜, 明奈, 明南, 明名)
- (m) Akinobu (顕信, 彰展, 彰布, 昭展, 明伸, 明信)
- (m) Akinori (晃教, 彰規, 昭典, 昭徳, 晶則, 聡徳, 明紀, 明訓, 明憲, 明徳) : homme brillant, homme lumineux
- (m) Akio (アキオ) : garçon de l'automne
- (x) Akira (あきら, 輝, 暁, 晃, 秋良, 晶, 明, 陽, 亮, 玲, 晄, 旭) : intelligent, clairvoyant
- (m) Akito (旭人, 暁斗, 晃斗, 照史, 章斗, 朗人)
- (m) Akiyoshi (あきよし, 顕義, 昭義, 章喜, 詮義, 明佳, 明義)
- (m) Akiyuki (晃志, 昭如, 昭之, 章之)
- (x) Amane (あまね, アマネ, 雨音, 周, 天音) : sécurité
- (f) Anri (あんり, 安里, 杏利, 杏里)
- (x) Aoba (あおば, 青葉) : feuillage, feuilles vertes, verdure
- (f) Aoi (あおい, アオイ, 葵, 青井, 蒼, 蒼井, 碧, 藍井) : bleu
- (m) Aomine (あおみね, 青峰) : sommet bleu/vert, cime bleue/verte
- (m) Arata (あらた, アラタ, 革, 新)
- (m) Arinobu (有信)
- (f) Asako (あさこ, あさ子, 亜少子, 浅子, 朝子, 麻子) : enfant du matin
- (m) Asa (朝) : celui qui soigne et réconforte

- (m) Atomu (アトム, 亜人夢, 亜斗夢, 亜土夢)
- (m) Atsuhiko (篤彦, 敦彦)
- (f) Atsuko (あつこ, アツコ, 渥子, 温子, 厚子, 集子, 充子, 淳子, 篤子, 惇子, 敦子, 熱子, 鳩子, 湊子) : fille honnête, fille sincère
- (m) Atsuo (篤男, 篤夫, 敦夫)
- (m) Atsushi (充志, 淳, 淳司, 淳史, 篤, 篤史, 敦, 陸) : pure ambition
- (m) Atsuto (厚人, 篤人, 敦斗) : vertueux
- (m) Atsuya (敦也)
- (f) Ayaka (あやか, アヤカ, 亜弥香, 絢香, 綾佳, 綾加, 綾夏, 綾花, 綾華, 綾香, 彩佳, 彩加, 彩夏, 彩花, 彩華, 彩海, 彩香) : fleurs colorées
- (f) Ayako (あやこ, アヤコ, 亜矢子, 絢子, 綾子, 安夜子, 彩子, 順子, 文子, 礼子) : enfant coloré, motif damassé
- (f) Ayana (あやな, アヤナ, 綾奈, 彩菜, 彩那, 彩名, 朱菜) : fleur éternelle
- (f) Ayano : (彩の) : ma couleur
- (f) Ayumi (あゆみ, アユミ, あゆ美歩, 鮎己, 安愉海, 安由美, 充裕実, 歩実, 歩美, 歩未, 明征魅) : belle marcheuse
- (x) Ayumu (歩, 歩夢) : marcher, avancer
- (f) Azami (アザミ) : fleur de chardon
- (x) Azusa (あずさ, 梓) : catalpa

## B
- (m) Banri (万里, 萬里) : des milliers de kilomètres
- (m) Barō (バロ)
- (m) Bagī (バギー)
- (m) Bunji (文司, 文治, 文二)
- (m) Bunta (文多, 文太)
- (f) Bona  (ボナ)
- (m) Boruto (ボルト) : boulon (de l'anglais "bolt")

## C
- (x) Chiaki (ちあき) : mille automnes, terre d'automne
- (f) Chie (知恵) : bénie avec la sagesse, intelligence
- (f) Chieko (千恵子) : enfant béni avec la sagesse
- (f) Chiemi (ちえみ) : bénie avec la sagesse et la beauté
- (f) Chiharu (千春) : mille printemps, terre du printemps
- (x) Chihiro (ちひろ) : profondeur
- (f) Chiho (千穂) : beauté d'une rizière, beauté d'un champ de riz
- (f) Chika (ちか) : mille fleurs
- (f) Chikako (親子) : enfants bienvenus
- (m) Chikao  (ちかお)
- (m) Chikara (力) : puissance, force
- (m) Chikayoshi (親吉) : probablement "mille fleurs calmes, mille fleurs vertueuses"
- (f) Chinami (ちなみ) : mille vagues
- (f) Chinatsu (千夏) : mille étés
- (f) Chisato (千里) : mille villages
- (f) Chitose (千年) : mille ans
- (f) Chiya (チヤ) : mille nuits
- (f) Chiyako (ちやこ) : enfant de mille nuits
- (f) Chiyo (千代) : éternel
- (f) Chiyoko (千代子) : enfant éternel
- (f) Chizuko (ちずこ) : enfant de mille cigognes
- (f) Chizuru (ちずる) : mille cigognes
- (m) Chōbyō
- (m) Chōei
- (m) Choki
- (m) Chūichi
- (m) Chūjirō

## D
- (m) Dazai
- (m) Dai (ダイ, 大) : grand
- (m) Daichi (大地) : grande sagesse
- (m) Daigo (だいご)
- (m) Daihachi (大阿智, 大八) : le huitième fils, le huitième enfant
- (m) Daiji (大事) : grande importance
- (m) Daijiro (大二郎, 大二朗, 大治郎) : le deuxième fils important
- (m) Daiju (大寿) : grande longévité
- (m) Daiki (だいき) : grande luminosité
- (x) Daina
- (m) Dairoku
- (m) Daisaku (大作)
- (m) Daishi
- (m) Daishin
- (m) Daisuke (大介 ou 大輔, 大祐, 大助 ou 大典) : grand intermédiaire ou grande aide ou grande cérémonie/code/rite/règle
- (m) Daizō

## E
- (m) Eiichiro
- (m) Eiji
- (m) Eijirō
- (m) Eikichi
- (f) Eiko (栄子) : enfant de la longévité ou enfant prospère
- (f) Eimi
- (m) Einosuke
- (f) Eirin
- (m) Eisaku
- (m) Eisen
- (m) Eishun
- (m) Eisuke
- (m) Eita
- (m) Eitarō
- (m) Eizō
- (f) Emi (恵美) : belle, beauté divine, sourire divin ou bénie par la beauté
- (f) Emiko (恵美子) : belle enfant, enfant bénie par la beauté
- (f) Emiri
- (m) Emon

- (f) Eri
- (f) Erika
- (f) Eriko
- (f) Erina
- (m) Etsuji
- (f) Etsuko (悦子) : enfant joyeux

## F
- (x) Fubuki (吹雪) : tempête de neige
- (f) Fujie
- (f) Fujiko
- (m) Fujio
- (f) Fūka
- (f) Fukumi
- (f) Fumi
- (m) Fumiaki
- (f) Fumie
- (m) Fumihiko (文彦)
- (m) Fumihiro
- (f) Fumika
- (f) Fumiko
- (f) Fumino
- (m) Fuminori
- (m) Fumio
- (m) Fumitaka
- (m) Fumito
- (m) Fumiya
- (f) Fumiyo
- (f) Fusako
- (m) Fusanosuke
- (m) Fusazane
- (f) Futaba
- (m) Futoshi
- (f) Fuyu (冬) : hiver
- (m) Fuyuki
- (f) Fuyuko (冬子) : enfant de l'hiver
- (f) Fuyumi (冬美) : fruit d'hiver

## G
- (m) Gaku (岳)
- (m) Gakuto
- (m) Gen
- (m) Gen'ichi
- (m) Gen'ichirō
- (m) Genji
- (m) Genjirō
- (m) Genki
- (m) Genta
- (m) Gentarō
- (m) Genzo
- (m) Giichi
- (m) Gin
- (m) Goichi
- Gon
- (m) Gorō (五郎) : cinquième fils
- Gaara
- Goleino
- Gay
- Gey

## H
- (m) Hachi (八) : huit
- (f) Hachiko (八子) : huit et enfant
- (m) Hachirō (八郎) : huitième fils
- (f) Hachiyo
- (f) Hagiko
- (f) Hagumi
- (m) Haiko (灰子) : enfant des cendres
- (f) Hairi
- (m) Hajime (一, 肇) : premier, début
- (f) Hako (葉子) : enfant de la feuille d'arbre
- (m) Haku (白) : blanc
- (m) Hakuba (白馬) : cheval blanc
- (f) Hakuko (白子) : enfant blanc
- (f) Hama (浜) : ancien prénom/plage
- (f) Hamako (浜子) : enfant de la plage
- (f) Hamayo
- (f) Hamiko
- (f) Han (判) : cachet, sceau
- (f) Hana (花) : fleur
- (f) Hanabi (花火) : feu d'artifice/belle fleur
- (m) Hanabusa : pétale de fleur
- (f) Hanae (花恵) : fleur bénite
- (f) Hanai (ハナイ, 英以)
- (f) Hanaki (花木) : fleurs et arbres
- (f) Hanako (花子) : (étym. : enfant de fleur) enfant-fleur
- (f) Hanayo : fleur du monde
- (m) Haneki : esprit ailé
- (f) Haneko (羽子) : enfant de la plume
- (m) Hanjirō (半次郎)
- (m) Hanshirō
- (m) Hantarō
- (m) Hareaki
- (f) Harei
- (x) Haru (春; 陽) : printemps ; lumière, soleil, male
- (f) Harue (春枝) : branche de printemps
- (f) Haruhi
- (m) Haruhiko
- (m) Haruhisa
- (f) Harui
- (x) Haruka : centaine de printemps
- (x) Haruki (春気, 春樹) : esprit du printemps
- (f) Haruko (春子) : enfant du printemps
- (f) Harumi (春美) : beau printemps
- (m) Harumune (hist)
- (f) Haruna (春菜, 陽菜) : fleur du printemps
- (m) Harunobu (晴信)
- (m) Haruo (春夫) : époux du printemps
- (m) Haruomi (晴臣)
- (m) Harushige (春重) : printemps important
- (m) Haruto (春人) : homme du printemps
- (m) Haruya 治也
- (f) Haruyo (晴代)
- (m) Haruyoshi (治義)
- (f) Hase (ハセ, 波星)
- (f) Hasuko
- (f) Hasumi
- (f) Hatoko (鳩子) : enfant de la colombe
- (f) Hatsu : première née
- (f) Hatsue (初枝)
- (m) Hatsuharu (発春) : début du printemps
- (m) Hatsuhiko
- (f) Hatsuka : le 20e jour du mois
- (f) Hatsuko (初子) : première (ou nouvelle) enfant
- (f) Hatsumi (初美)
- (f) Hatsuno
- (m) Hatsunosuke
- (f) Hatsuyo (初代)
- (f) Haya : rapide
- (f) Hayaka
- (f) Hayame (はやめ)
- (f) Hayami
- (m) Hayao (駿) : vif
- (x) Hayate : ouragan
- (m) Hayato (隼人)
- (f) Hayoko
- (f) Hazuki (葉月) : mois des feuilles (août)
- (f) Hanaka
- (f) Hanami
- (f) Hanano
- (f) Hanari
- (f) Hanna
- (f) Hanon
- (f) Harua
- (f) Harune
- (f) Haruno : printemps
- (f) Hatsune (初音)
- (f) Hiina
- (m) Hiiragi (ひいらぎ)
- (f) Himari (ひまり)
- (f) Himeno (妃乃) : 妃 = princesse
- (f) Himika
- (f) Hinaka
- (f) Hinami
- (f) Hinano
- (f) Hinari
- (x) Hinata : en direction du soleil/vers le soleil
- (f) Hino
- (f) Hiori
- (f) Hirono
- (f) Hitomi
- (f) Hiyo
- (f) Hono
- (f) Honomi
- (f) Honori
- (m) Heichō (兵長) : caporal
- (m) Heiichirō
- (m) Heihachirō (平八郎) : pousse de cumin
- (m) Heijirō
- (f) Heiwa (平和) : paix
- (m) Heizaburō (平三郎), cf. Hidesaburō
- (m) Heizaemon (平座衛門)
- (m) Heizō (平蔵)
- (f) Hibari (雲雀 ou ひばり) : alouette
- (x) Hibiki (響き ou ひびき) : écho, son, bruit
- (x) Hide : supérieur
- (m) Hideaki (英明) : sage, excellent(e) et intelligent(e)
- (m) Hidechika : (栄親) : prospérité et amour
- (m) Hideichirō
- (m) Hidejirō : supérieur (pour 2e fils)
- (m) Hidekazu (秀和) : paix/harmonie supérieure
- (m) Hideki (秀樹)
- (f) Hideko (英子) : enfant supérieur
- (m) Hidemasa (英正)
- (x) Hidemi (秀美) : beauté supérieure
- (m) Hidemichi
- (m) Hidemitsu (秀光)
- (m) Hidenari (秀成)
- (m) Hidenori (秀則) : loi supérieure
- (m) Hideo (英雄 ou 秀夫/秀雄) : héros ou beau mari/bel homme
- (m) Hiderō (秀郎)
- (m) Hidesaburō
- (m) Hideshi (秀志)
- (m) Hidetada (秀忠)
- (m) Hidetaka (英隆)
- (m) Hidetarō
- (m) Hideto (秀人)
- (m) Hidetoshi (英俊)
- (m) Hideya (英也)
- (m) Hideyuki (英之)
- (m) Hideyoshi
- (f) Hifumi (一二三)
- (f) Higashiko
- (f) Hijiri (聖)
- (f) Hikage (日陰) : ombre
- (x) Hikari (光) : lumière, clarté
- (x) Hikaru (光る) : briller, étinceler, luire
- (f) Hikiko
- (m) Hikozō (彦蔵)
- (f) Himawari (向日葵) : tournesol
- (f) Hime (姫) : princesse
- (f) Himeka : belle princesse
- (f) Himeko (姫子) : enfant de la princesse
- (f) Himi
- (f) Himiko (卑弥呼)
- (f) Hina (雛) : oisillon
- (f) Hinae
- (f) Hinaki
- (f) Hinako (雛子) : petit poussin
- (x) Hinata (日向; 陽向) : lumière du soleil, lieu ensoleillé ; vers le soleil
- (f) Hirako
- (f) Hirari
- (x) Hiro (広) : grand, étendu
- (m) Hiroo (博雄 ou 寛郎) : lumière sur le chemin
- (x) Hiroaki (広秋) : grand automne
- (m) Hirobumi (博文)
- (m) Hirochika
- (f) Hiroe (弘江)
- (m) Hirofumi (博文)
- (m) Hiroharu (広春) : grand printemps
- (m) Hirohide (博英)
- (m) Hirohiko (裕彦)
- (m) Hirohisa (博久)
- (m) Hirohito (裕仁)
- (m) Hiroichi (広一)
- (m) Hiroie (hist)
- (m) Hiroji
- (f) Hiroka
- (m) Hirokazu (博一)
- (m) Hiroki (弘樹)
- (f) Hiroko (広子) : enfant généreuse
- (m) Hiromasa (博正)
- (x) Hiromi (宏美)
- (m) Hiromichi (広道) : grand chemin
- (m) Hiromitsu (博光)
- (m) Hiromu
- (f) Hirona
- (m) Hironari
- (m) Hironobu (博信)
- (m) Hironori (博則)
- (m) Hiroshi (寛) : généreux ou franc
- (m) Hirosuke (広助)
- (m) Hirotada (弘忠)
- (m) Hirotaka (博隆)
- (m) Hiroteru
- (m) Hiroto (博人)
- (m) Hirotoshi (広年) : grande année
- (m) Hirotsugu (博次 ou 紘嗣)
- (m) Hiroyasu (博康)
- (m) Hiroya (博也)
- (f) Hiroyo
- (m) Hiroyuki (広雪) : neige étendue
- (f) Hiruko
- (f) Hisa (久)
- (f) Hisae (久江)
- (m) Hisahiko (久彦)
- (m) Hisahiro (久博)
- (m) Hisaichi (寿一)
- (m) Hisaichirō
- (m) Hisajirō
- (m) Hisaka : réservé
- (m) Hisakazu (久和)
- (f) Hisako (久子, 寿子) : enfant béni d'une longue vie
- (f) Hisami (久美)
- (m) Hisamitsu (久光)
- (m) Hisanaga (久長)
- (f) Hisano
- (m) Hisanori (久則)
- (m) Hisao (久雄)
- (x) Hisashi (寿)
- (m) Hisasuke
- (m) Hisato (久人)
- (m) Hisatsugu
- (f) Hisayo (久代)
- (m) Hisayoshi (久義)
- (m) Hisayuki (久幸)
- (f) Hitoha
- (f) Hitoko
- (f) Hitomi (瞳) : la prunelle, 仁美
- (m) Hitoshi (仁)
- (f) Hiyoko (雛) : poussin
- (f) Hiyori (日和) : temps (ciel)
- (m) Hōchū
- (m) Hogara (朗) : joyeux
- (x) Hokkyoku (北極) : arctique/pôle nord
- (f) Hōko (法子)
- (x) Hokuto
- (m) Homare (誉) : honneur, réputation
- (f) Honami (穂波) : vagues dans un champ de blé
- (f) Honoe
- (f) Honoka (ほのか; 和花) : délicate, discrète ; harmonie et fleur
- (f) Hoshi (星) : étoile ou moine
- (f) Hoshie
- (f) Hoshiko (星子) : enfant des étoiles
- (f) Hoshiyo (ホシヨ, 星夜) : nuit étoilée
- (f) Hosoka
- (x) Hotaru (蛍) : luciole
- (m) Hōshun
- (f) Hozumi
- (f) Hyakuko (百子) : 100 enfants
- (m) Hyakuzō
- (f) Hyōta (ひょうた)
- (m) Hyōzō
- (m) Hyuga (日向) ? : lieu ensoleillé
- (m) Hiro

## I
- (m) Ibiki (鼾) : ronflement
- (x) Ibuki : un souffle unique
- (f) Ichi (一) : un
- (i) (x) Ichigo (苺) : (f) fraise ; (m) premier né
- (m) Ichigorō
- (f) Ichiho
- (f) Ichika
- (f) Ichiko (一子) : premier enfant
- (f) Ichine
- (m) Ichinosuke
- (m) Ichirō (一郎) : premier fils
- (m) Īchirō (猪一郎)
- (m) Ichiru
- (m) Ichitarō (一太郎)
- (f) Ichiyo (一世) : un monde unique ?
- (f) Ichiyō (一葉)
- (m) Ido
- (m) Iekazu
- (m) Iekiyo
- (f) Ieko
- (m) Iemoto
- (m) Ienobu
- (m) Ietada
- (m) Ieyasu (いえやす) : (hist)
- (f) Ihoko
- (m) Ijūrō
- (f) Iko
- (m) Ikkaku (一角) : Un angle
- (m) Ikkō
- (m) Ikkû
- (f) Iku (郁) : plusieurs
- (f) Ikue (郁恵)
- (f) Ikuko (郁子)
- (f) Ikumi (育美)
- (f) Ikuno
- (m) Ikuo (郁夫)
- (m) Ikurō (郁郎)
- (m) Ikutaka
- (m) Ikutarō
- (f) Ikuyo (育代)
- (f) Inaho : épi de riz
- (m) Inajirō
- (f) Inari (稲荷) : divinité protégeant les récoltes
- (f) Ine (稲) : plant de riz
- (m) Inejirō
- (f) Ineko (稲子) : petit plant de riz
- (f) Ino (prénom) : sanglier
- (f) Inoko : enfant du sanglier
- (m)Inosuke
- (f) Inuko : enfant du chien
- (f) Io
- (f) Iori (伊織)
- (m) Ippei (一平)
- (m) Irie (入り江) : baie, anse, rade
- (f) Irina
- (f) Irisu
- (x) Iruka (海豚) : dauphin
- (m) Isaburō, cf. Eisaburō
- (m)Isagi
- (f) Isako
- (m) Isami
- (m) Isamu (勇) : énergique, Bravoure
- (x) Isao (勲) : mérite
- (f) Iseko : volonté
- (m) Ishitsugu
- (f) Ishizu
- (f) Iso
- (f) Isoko
- (m) Isoroku (五十六)
- (m) Issei (一成)
- (m) Isuke
- (f) Isuzu
- (x) Itachi : belette
- (f) Itoe : bénie avec l'amour
- (f) Itoko : ?
- (f) Itomi
- (f) Itoyo
- (f) Itsu
- (f) Itsuka (五日) : le 5e jour du mois ; 何時か : parfois, un jour, l'autre jour, en temps voulu
- (x) Itsuki
- (f) Itsuko
- (f) Itsumi (逸美)
- (m) Itsuo (逸男)
- (f) Iwa (岩) : roche
- (m) Iwajirō : second fils des roches
- (f) Iwako : enfant des roches
- (f) Iwami (石見) : ancienne province japonaise (Iwami no kuni, 石見国). Elle correspond à la partie ouest du département de Shimane (島根).
- (m) Iwao (巌) : rocher
- (m) Ichimaru
- (f) Iyo (伊代)
- (f) Iyoko
- (f) Iyona
- (f) Iyori
- (x) Izaki
- (m) Izō (以蔵)
- (f) Izuki
- (f) Izuko
- (m) Izuku
- (x) Izumi (泉) : fontaine, printemps, source d'eau
- (f) Izumiko
- (m) Izuru
- (m) Izaya : celui qui regarde la foule
- (m) Izuku
- (f) Ichiha
- (f) Imari
- (f) Inori
- (f) Iona
- (f) Iroha
- (f) Itoha
- (f) Itori
- (m) Iruma

## J
- (m) Jigorō (治五郎)
- (m) Jin'ichi (仁一)
- (m) Jin'ichirō
- (x) Jin (仁) : vertu, charité
- (f) Jinko
- (m) Jinbe
- (m) Jinpachi (仁八)
- (m) Jinta (仁太)
- (m) Jinzō
- (m) Jirokichi
- (m) Jirō (次郎 ou 二郎) : second fils
- (m) Jirōzaemon
- (f) Jitsuko
- (m) Jōichi
- (m) Jōji (譲二)
- (m) Jōjirō
- (m) Jōtarō (丈太郎)
- (m) Juichi (寿一)
- (m) Juichirō (寿一郎)
- (x) Jun (順) : obéissant(e)
- (m) Jun'ichi (純一)
- (m) Jun'ichirō (純一郎) : premier fils pur
- (m) Junji (順二)
- (f) Junko (純子) : enfant pure, dévouée
- (m) Jun'nosuke (淳之介)
- (m) Junpei (順平)
- (m) Junrō
- (m) Junzō
- (m) Jūjirō
- (m) Junya (純也)
- (m) Jūrōta (十郎太)
- (m) Jūzō (十三) : treize
- (m) Jyūro
- (f) Junko
- (f) Junna

## K
- (m) Kabuto : scarabée ou casque
- (f) Kachiko
- (f) Kae (佳恵) : beauté/grâce
- (f) Kaede (楓) : érable
- (f) Kaeko : enfant qui respecte
- (m) Kagari (篝 ou 炬)
- (x) Kagami (鏡) : miroir
- (f) Kagamiko (鏡子) : enfant du miroir
- (m) Kageo
- (f) Kagerou : éphémère
- (m) Kankuro
- (m) Kegetora
- (m) Kagi : clé
- (f) Kagome : oiseau en cage, tigre blanc
- (f) Kaguya : l'enfant de la lumière
- (f) Kagura (神楽) : ?
- (m) Kahei : argent
- (f) Kaho
- (f) Kahoko
- (f) Kahori
- (f) Kahoru
- (f) Kahoruko
- (x) Kai : coquillage
- (m) Kaïdo
- (m) Kaiho
- (m) Kaiichirō (Kaichirō)
- (m) Kaiji
- (f) Kaiko : souvenir
- (f) Kairi
- (m) Kaitarō
- (m) Kaito : océan
- (f) Kaiya
- (f) Kayano
- (f) Kaiyo
- (m) Kaiyuu (界遊)
- (m) Kajirō
- (m) Kakashi (かかし) : épouvantail
- (m) Kakeru (翔) : voler haut
- (f) Kako (佳子) : enfant gentille/bonne
- (m) Kakuei
- (m) Kakujirō
- (f) Kakuko
- (m) Kakuzō : nom de plume
- (m) Kamasuke
- (f) Kame (亀) : tortue
- (m) Kamegorō
- (m) Kamejirō
- (f) Kameko (亀子) : enfant de tortue (symbole d'une longue vie)
- (f) Kameyo (亀世) : générations de tortues (symbole d'une longue vie)
- (x) Kami : dieu/déesse
- (m) Kamijo
- (f) Kamiko : enfant de dieu/déesse ou enfant divin
- (m) Kamui : rebelle des dieux/qui rejette l'autorité divine, aussi bien que ministre des dieux/qui représente l'autorité divine[réf. nécessaire]
- (m) Kan : intuition
- (f) Kana (香奈, 佳奈)
- (f) Kanade (奏) : jouer, interpréter
- (f) Kanae (かなえ)
- (f) Kanako
- (x) Kaname : clef (musique), axe et centre
- (f) Kanami
- (x) Kanata (奏多) : le lointain
- (x) Kanato (奏人)
- (x) Kane : cloche, clochette
  - (m) (金) : en or
  - (f) accomplissements multiples
- (m) Kaneaki
- (m) Kanehiko
- (m) Kanejirō : en or (pour le 2e fils)
- (f) Kaneko : fille de l'or
- (m) Kanemochi : riche
- (m) Kanemori
- (m) Kanenari
- (m) Kanenobu
- (m) Kaneo (カネオ)
- (m) Kanetada
- (m) Kaneto (兼人)
- (m) Kanetsugu
- (m) Kaneyasu
- (m) Kaneyoshi
- (m) Kangorō
- (m) Kan'ichirō
- (m) Kanji
- (m) Kanjirō
- (f) Kanko
- (f) Kanna (神無月) : mois sans dieu (octobre)
- (f) Kannazuki (神無月) : mois sans dieu (octobre)
- (f) Kanoko
- (x) Kanon (佳夢) : doux rêve
- (f) Kanori
- (x) Kansai
- (m) Kantarō
- (m) Kanzaburō
- (f) Kaon
- (f) Kaori (香) : parfum
- (f) Kaoriko (香子) : enfant du parfum
- (x) Kaoru (かおる) : sentir bon
- (f) Kaoruko : enfant qui sent bon
- (f) Kari
- (f) Karia
- (f) Kariko
- (f) Karin
- (f) Karina
- (f) Karuho
- (f) Karuta : carte à jouer
- (f) Kasuga
- (f) Kasumi (霞) : brouillard, brume
- (f) Kata (潟) : lagune
- (f) Katako
- (f) Katana (刀) : épée
- (f) Katara (語ら) : raconter
- (m) Katashi : fermeté
- (x) Katsu : victoire ; par extension : victorieux, -se.
- (f) Katsue
- (m) Katsuhide
- (m) Katsuhiko
- (m) Katsuhiro
- (m) Katsuhisa
- (m) Katsuichirō
- (m) Katsuji : caractère d'imprimerie
- (m) Katsujirō : victoire (pour le 2e fils)
- (f) Katsuki : espoir de la victoire
- (f) Katsuko : enfant de la victoire
- (m) Katsumasa
- (x) Katsumi (克己) : beauté victorieuse
- (m) Katsunobu
- (m) Katsunori
- (m) Katsuo : victorieux
- (m) Katsutoshi
- (m) Katsura
- (m) Katsuro : fils victorieux
- (m) Katsuya
- (f) Katsuyo : victoire pendant longtemps
- (m) Katsuyuki (勝幸) : personne qui apporte la victoire et le bonheur
- (f) Kaya
- (f) Kayako
- (f) Kayo
- (f) Kayano
- (f) Kayoko
- (f) Kazami (風魅) : brise charmante
- (m) Kaze (風) : vent
- (m) Kazehaya : vent frais
- (f) Kazu (数) : chiffre
- (m) Kazuaki (和秋) : harmonie/paix de l'automne
- (m) Kazuchika
- (x) Kazue
- (m) Kazuei
- (f) Kazuha
- (m) Kazuhide (和秀) : harmonie/paix supérieure
- (m) Kazuhiko (和彦) : bel homme harmonieux/pacifique
- (m) Kazuhiro (和宏) : Immense harmonie/paix
- (m) Kazuhisa (和久) : harmonie/paix durable
- (m) Kazuhito (和人) : homme de l'harmonie/la paix
- (f) Kazuho (和保) : celle qui préserve l'harmonie/la paix
- (m) Kazuichirō (和一郎) : harmonie/paix (premier fils)
- (m) Kazuki : espoir de paix/harmonie ; premier d'une nouvelle génération
- (m) Kazukiyo
- (f) Kazuko (和子) : enfant de l'harmonie/la paix ou enfant obéissante
- (m) Kazuma (和真, 一真)
- (m) Kazumasa (和正) : paix/harmonie correcte/légitime
- (x) Kazumi (和美) : belle harmonie/paix
- (m) Kazumichi (和道) : chemin de l'harmonie/la paix
- (m) Kazumori (和守) : défenseur de l'harmonie/la paix
- (f) Kazuna
- (m) Kazunaga (和長) : chef de l'harmonie/de la paix
- (x) Kazune (和音) : lettre d'harmonie/de paix
- (m) Kazunobu (和信) : celui qui croit en l'harmonie/en la paix
- (m) Kazunari (一成)
- (m) Kazunori (和則) : loi de la paix/l'harmonie
- (m) Kazuo (一雄) : fils 1er né ; 和雄 : fils agréable
- (m) Kazuomi (一臣)
- (f) Kazusa
- (m) Kazushi (和志) : désir d'harmonie/de paix
- (m) Kazushige (和成, 和重, 和繁) : harmonie/paix accomplie, importante, prospère
- (m) Kazutaka (和貴) : noble harmonie/paix
- (m) Kazuto (和人) : homme et paix/harmonie
- (m) Kazutomo (和友) : Ami et paix/harmonie
- (m) Kazutoshi (和俊) : harmonieux/pacifique et intelligent
- (m) Kazuya
- (m) Kazuyasu (和康) : harmonieux/pacifique et en bonne santé
- (f) Kazuyo (和夜) : nuit et paix/harmonie
- (m) Kazuyoshi (和良) : bonne harmonie/paix
- (x) Kazuyuki (主幸) : seigneur chanceux
- (f) Keaki
- (x) Kei : heureux, vénération ou encore clairvoyance (pour けい)
- (m) Keibo : respect, vénération
- (m) Keichi
- (m) Keichirō
- (m) Keigo
- (m) Keiichi (圭)
- (m) Keiji
- (m) Keijirō : heureux (pour le 2e fils)
- (f) Keika
- (m) Keikichi
- (f) Keiko : Enfant prodige
- (f) Keinojō
- (m) Keishi
- (m) Keishirō
- (m) Keisuke
- (m) Keita (慶太)
- (m) Keitarō
- (m) Keizaburō
- (m) Ken (剣) : épée ; par extension : fort, en bonne santé
- (m) Ken'ichi : premier enfant fort
- (m) Ken'ichirō
- (m) Kenji (健治) : santé et pouvoir, second enfant fort
- (m) Kenjirō
- (m) Kenryō
- (m) Kenshi
- (m) Kenshin (剣心) : épée du cœur
- (m) Kenshirō
- (m) Kensuke
- (m) Kenta : santé et force : par extension : costaud, sain
- (m) Kentarō
- (m) Kento
- (m) Kenzō
- (m) Kiaki
- (m) Kiba : croc
- (f) Kichi : chanceuse ou satisfaite
- (f) Kichie
- (m) Kichigorō
- (f) Kichiko
- (x) Kichiro
- (m) Kidō
- (f) Kie
- (f) Kieko
- (f) Kiho
- (m) Kiichi
- (m) Kiichirō
- (f) Kiiko
- (m) Kijūrō
- (f) Kikako
- (f) Kiko (紀子)
- (f) Kiku (菊) : chrysanthème
- (f) Kikue (喜久恵)
- (m) Kikugorō (菊五郎) (hist)
- (m) Kikujirō (菊次郎)
- (f) Kikuko (喜久子)
- (f) Kikumi
- (f) Kikuna
- (m) Kikunae (菊苗) : plant de chrysanthème
- (f) Kikuno
- (m) Kikunosuke (hist)
- (m) Kikuo
- (f) Kikuyo
- (f) Kikuyoshi
- (f) Kikyō : la kikyō est une plante des montagnes chinoises (Platycodon grandiflorus)
- (f) Kilari : scintiller (cf. Kilari Revolution!)
- (f) Kimi : sans égale, bel arbre/espoir
- (f) Kimia
- (f) Kimie
- (m) Kimifusa
- (m) Kimihito
- (f) Kimika
- (m) Kimikazu
- (f) Kimiko : préférée, enfant noble
- (m) Kimio
- (m) Kimitomo : ami sans égal/préféré
- (m) Kimiyasu
- (f) Kimiyo : génération sans égale
- (f) Kimochi : sentiment
- (x) Kin : or
- (f) Kina
- (f) Kinako
- (f) Kineko
- (f) Kini
- (m) Kin'ichirō
- (m) Kinji
- (m) Kinjirō
- (m) Kinjūrō
- (f) Kinko
- (m) Kinmochi
- (m) Kinnori : loi dorée
- (m) Kinnosuke
- (f) Kinoko
- (x) Kinoshita (木下) (hist)
- (m) Kintaichi
- (m) Kintarō : garçon en or
- (f) Kinu (絹) : soie
- (f) Kinue
- (f) Kinuko (絹子) : enfant de soie
- (f) Kinuyo
- (f) Kioi : force, vigueur
- (f) Kioko
- (f) Kira : tueuse
- (f) Kirara : mica (sorte de pierre)
- (f) Kirarin étoile étincelante
- (f) Kire : belle
- (m) Kirito
- (f) Kiri : brouillard
- (f) Kirie
- (f) Kiriko
- (f) Kirin (麒麟) : girafe (prénom usuel ?)
- (m) Kirō
- (f) Kisa
- (m) Kisaburō
- (f) Kisaki
- (m) Kisanta (鬼三太) (hist)
- (m) Kisao
- (f) Kisara
- (f) Kisaragi (如月) : porter plusieurs vêtements (février)
- (m) Kiseki : miracle/pierre précieuse
- (f) Kiseiko
- (f) Kiseko
- (f) Kisetsu (季) : saison
- (f) Kishi ?
- (f) Kishiko
- (f) Kishin
- (m) Kisshōmaru
- (m) Kisuke
- (f) Kita (北) : nord
- (f) Kitako (北子) : enfant du Nord
- (m) Kitarō
- (m) Kitatsugu
- (m) Kitori
- (f) Kitsumy
- (f) Kiwa
- (f) Kiwako
- (f) Kiyo : génération d'espoir/heureuse ou nuit d'espoir
- (f) Kiyako (木屋湖) : fille du canon
- (f) Kiyokô : enfant propre
- (f) Kiyoe
- (m) Kiyohiko
- (m) Kiyohiro
- (m) Kiyohisa
- (f) Kiyoka
- (f) Kiyoko (清子) : enfant propre
- (m) Kiyomasa
- (f) Kiyomi
- (m) Kiyomichi
- (m) Kiyonari (聖斉) à vérifier : nom de famille
- (f) Kiyora
- (x) Kiyoshi : pur(e)
- (x) Kiyotaka
- (m) Kiyotarō
- (m) Kiyoteru
- (m) Kiyoto
- (m) Kiyoyasu (hist)
- (m) Kiyoyuki
- (m) Kizaru (黄猿) : singe jaune
- (x) Kō : enfant dévoué(e)
- (f) Kobato : colombe
- (m) Kōbei (hist)
- (m) Koda
- (f) Kodama
- (f) Kofumi
- (f) Kofuyu
- (f) Kohagi
- (x) Kohaku : poisson
- (f) Kohana : enfant d'une fleur, petite fleur
- (f) Koharu : petit printemps, enfant du printemps
- (m) Kōhei
- (f) Koi (恋) : amour
- (m) Kōichi (oo et ou) : petit caillou
- (m) Kōichirō : un vrai homme
- (f) Koiko (恋子) : enfant de l'amour
- (m) Koitarō
- (f) Konata
- (f) Koito
- (f) Koizumi : grande source
- (m) Kōji (oo et ou)
- (m) Kōjirō
- (m) Kōkei (皇慶) : empereur et félicitations
- (m) Kōki
- (f) Kōko (虹子) : ici, cet endroit
- (f) Kokoro (心) : cœur, âme, esprit
- (m) Kokuten
- (m) Kokushin
- (m) Kokuto

- (f) Koma (駒) : poney
- (f) Komae
- (f) Komaki
- (f) Komako (駒子) : enfant du poney
- (m) Komao
- (f) Komari
- (f) Kōme (米) : riz
- (m) Kōmei
- (f) Komichi
- (m) Kōmyō
- (m) Kon' (魂) : âme, esprit
- (f) Konami : petite vague
- (f) Konatsu
- (f) Konomi : goût, préférence
- (f) Konan (小南) : petit Sud
- (x) Kōnosuke
- (m) Korekiyo
- (m) Koretada
- (m) Kōrō (功労) : exploit
- (f) Kora
- (m) Kōsei : personnalité
- (m) Kōsaburō
- (m) Kōsaku
- (m) Kosanta
- (m) Koseki (小石) (hist) : petite pierre
- (m) Kōshi : flétri
- (m) Kōshichi
- (f) Koshiko
- (m) Kōshirō
- (f) Kosono
- (m) Kōsuke (公介 ou 康介)
- (f) Kosumo
- (f) Kosuzu
- (m) Kota
- (m) Kōtarō
- (f) Koto (琴) : harpe
- (f) Kotobuki
- (f) Kotoe (琴恵) : harpe bénite
- (f) Kotoko (琴子) : enfant de la harpe
- (f) Kotomi (琴美) : belle harpe
- (f) Kotone
- (f) Kotono
- (f) Kotonoha (言葉) : langage, vocabulaire, mot
- (f) Kotoyo
- (m) Koubai (紅梅) : prunier rouge en fleur
- (m) Kouji : annonce officielle
- (f) Koyubi : auriculaire
- (f) Koyuki : neige légère
- (m) Kōzaburō
- (m) Kōzō (幸三) : trois bonheurs
- (f) Kyoko (加代子)
- (f) Kyoka
- (m) Kujaku (孔雀) : paon
- (f) Kukiko
- (m) Kuma (熊) : ours
- (f) Kumako (熊子) : enfant de l'ours
- (f) Kumano
- (f) Kumi (久美) : beauté éternelle
- (f) Kumie
- (f) Kumiko (久美子) : enfant éternellement belle
- (f) Kumiyo
- (m) Kumon (修) : obtenir, réussir
- (f) Kuni (国) : pays/nation
- (m) Kuniaki
- (f) Kunie
- (m) Kuniharu
- (m) Kunihiko
- (m) Kunihiro
- (m) Kuniichirō
- (m) Kunijirō
- (f) Kunika
- (m) Kunikazu
- (f) Kuniko
- (x) Kunimi
- (x) Kunimitsu
- (m) Kunio
- (m) Kunirō
- (f) Kuniyo
- (m) Kuniyoshi
- (m) Kuniyuki
- (f) Kunoko
- (f) Kurage
- (f) Kurako
- (x) Kurama
- (f) Kurara
- (f) Kureha
- (f) Kurie
- (m) Kuro (黒) : noir
- (f) Kuroe
- (m) Kurogane
- (f) Kuroni
- (f) Kuriko
- (f) Kurumi
- (f) Kushina
- (m) Kusuke
- (f) Kusuko
- (f) Kusumi (楠実)
- (m) Kusuo (久寿雄 ou 九州男)
- (f) Kuwako
- (m) Kyō : reconnaissance/approbation ou gingembre
- (m) Kyōhei
- (m) Kyōichi
- (m) Kyōichirō
- (m) Kyōji
- (m) Kyōjirō
- (f) Kyōka : permission, approbation
- (m) Kyokai (巨魁) : meneur
- (f) Kyōko (杏子) : enfant de la reconnaissance/approbation
- (f) Kyōmi (興味) : intérêt
- (f) Kyōna
- (m) Kyōshirō
- (m) Kyōsuke
- (m) Kyōta
- (m) Kyôya
- (m) Kyū : neuf
- (m) Kyūichirō
- (m) Kyūjirō
- (m) Kyūsaburō
- (m) Kyūsaku

## M
- (f) Machi (街 ou 町) : ville ou marcheuse
- (f) Machia (万千亜)
- (f) Machiko (町子) : enfant de ville/marcheur (真知子)
- (f) Mado (真土) : terre véritable/juste
- (m) Madara
- (x) Madoka (まどか, 円, 窓花) : cercle ou fenêtre et fleur
- (f) Maeko (まえこ) : enfant honnête
- (f) Maemi : dix mille bénédictions et beauté
- (f) Mahiru
- (m) Mahito
- (f) Maho (麻帆) : magie
- (f) Mai (舞) : danse (麻衣)
- (f) Maika : celle qui élève
- (f) Maiko (舞子) : enfant de la danse ; 麻衣子 : fille au vêtement de lin
- (f) Maki (真樹/真希) : arbre/espoir véritable, 真紀
- (f) Makina (眞姫那)
- (x) Makura (枕) : oreiller
- (f) Makiko (真希子) : enfant d'espoir véritable
- (x) Makoto (m) (誠) : sincérité (f) (真琴)
- (f) Maka
- (f) Makya
- (f) Malo
- (f) Mami (真美) : litt. « la vraie beauté » ou マミ, « maman »
- (f) Mamiko (麻美子)
- (f) Mamiya (実也)
- (m) Mamoru (守 ou 護) : protéger
- (f) Mana (真奈) : amour
- (x) Manabu (学) : apprendre
- (f) Manami (真奈美) : sept mers
- (f) Manaka : centre/cœur
- (m) Manichi
- (m) Manjirō
- (x) Mao (真央)
- (f) Maoko (まおこ)
- (f) Maon (麻音)
- (f) Mari (真理) : vérité
- (f) Maria
- (f) Marie (真理恵, まりえ)
- (f) Mariko (真理子) : enfant de la vérité, enfant de la vraie raison
- (f) Marina (真理奈)
- (f) Mariya
- (f) Maro
- (f) Maru (丸) : cercle
- (f) Marumi (丸美) : beau cercle, rondeur ?
- (x) Masa : franche
- (m) Masaaki (正明)
- (m) Masachika (正親) (hist)
- (f) Masae (雅恵)
- (m) Masaharu (雅治)
- (m) Masahiko (雅彦)
- (m) Masahiro (正広)
- (m) Masahito (雅人)
- (f) Masaho
- (m) Masaichi
- (m) Masaichirō
- (m) Masajūrō
- (m) Masakage (hist)
- (m) Masakatsu
- (m) Masakazu (正和)
- (x) Masaki (雅樹)
- (f) Masako (雅子)
- (x) Masami (正美)
- (m) Masamichi (正道)
- (m) Masamitsu (正光)
- (m) Masamori
- (m) Masamune (政宗 ou plus probablement 勝旨) : d'instruction supérieure ou excellentes intentions
- (m) Masanao (正直)
- (m) Masanobu (政信)
- (m) Masanori (正則)
- (m) Masao (正雄) : bleu foncé
- (m) Masaru (勝, 優) : surpasser, exceller
- (m) Masashi 雅史
- (m) Masataka (正孝)
- (m) Masatake (正武)
- (m) Masatane
- (m) Masato (正人) : personne sacrée
- (m) Masatoshi (雅俊)
- (m) Masatsugu (正嗣)
- (m) Masaya (雅也)
- (f) Masayo (雅代)
- (m) Masayoshi (政義)
- (m) Masayuki (雅之)
- (m) Masazumi (正純)
- (x) Masumi (真澄)
- (m) Masuyo (益代)
- (x) Matsuba (松葉) : aiguille du pin
- (f) Matsuko (松子) : enfant du pin
- (m) Matsugorō (松五郎)
- (m) Matsusuke
- (m) Matsuyuki
- (x) Maya (麻耶)
- (f) Mayako (麻弥子)
- (x) Mayo (真代)
- (f) Mayoko
- (f) Mayu (繭) : cocon (真由)
- (f) Mayuki
- (f) Mayuko (繭子) : enfant du cocon ; 真由子 : transcription plus courante mais intraduisible, vrai libre enfant
- (f) Mayumi (真弓) : véritable arc, perfection
- (f) Mayura
- (f) Mayuri (真百里)
- (x) Megumi (恵 ou 恵美) : bénédiction ou bonté
- (f) Megumu (恵む)
- (f) Mei : (芽衣) nièce, nom donné au fleurs de prunier en chinois
- (f) Meiko (姪子) : jeune nièce
- (m) Meito, peut-être (名刀) : litt. « épée célèbre », qui désigne le statut d'une épée d'excellente qualité ayant un passé historique/légendaire.
- (m) Menma (メンマ) : pousse de bambou (ingrédient dans les rāmen, soupe de nouilles japonaise)
- (f) Meroko
- (f) Miai : entrevue formelle en vue d'un mariage
- (f) Miaki (美秋) : bel automne
- (f) Michiko (美智子) : belle enfant sage
- (m) Michisaburō (道三郎)
- (m) Michitaka (道隆)
- (f) Michi (美知) : chemin
- (x) Michibiku (導く) : plomb
- (m) Michiie (道家) (hist) : maison de la voie
- (f) Michiyo (三千代) : trois cents générations/règnes
- (m) Michizō
- (f) Midori (緑) : vert
- (f) Mie (美恵) : belle faveur, belle et gentille/charitable
- (f) Mieko (美恵子)
- (f) Mifuyu (美冬) : bel hiver
- (f) Miharu (美春) : beau printemps
- (f) Miho (美穂)
- (f) Mihoko (美穂子)
- (f) Mika (美香) : beau parfum ; 美佳 : belle et sympathique
- (f) Mikako (美佳子) : enfant belle et sympathique
- (f) Mikan (蜜柑) : mandarine
- (x) Miki (美姬, 美樹, 美希) : bel arbre/espoir ou tronc d'arbre/futur, 美紀
- (f) Mikie (美紀恵) : variante de Miki
- (m) Mikihisa (Toshokan Sensou)
- (f) Mikiko (美紀子)
- (m) Mikio (幹夫)
- (f) Miko (美子) : belle enfant
- (x) Mikoto (ミコト) : précieux, noble
- (f) Miku (ミク ou 美来) : futur
- (f) Mina (美奈) : beauté de Nara
- (f) Minako (美奈子) : magnifique enfant
- (x) Minami (m) 南 ou (f) 美波, みなみ : Sud ou belle vague (toutefois, ce nom est généralement considéré comme féminin)
- (m) Minato (港) : port
- (f) Minazuki (水無月) : mois de l'eau (juin)
- (f) Mine (ミネ) : crête
- (f) Mineko (峰子) : enfant de la crête
- (f) Minene
- (f) Minori (実里)
- (m) Minoru (実) : semence, 稔
- (f) Mio (澪, 美央)
- (f) Mioko 澪子: l'enfant du canal (litt. « du chemin d'eau »).
- (f) Mion (魅音) : charmante musique
- (f) Mirai (未来) : avenir
- (f) Mirajane
- (f) Miroko
- (i) (x) Miroku : maestria ?
- (f) Minto (みんと) : menthe
- (f) Misa (美沙) : messe
- (x) Misaki (美咲) : belle fleur d'arbre
- (f) Misako (美佐子) : enfant de la messe
- (x) Misao (m) 美佐雄 (f) 操 : fidélité, 美紗緒
- (f) Misato (美里) : belle campagne
- (f) Misuzu (美鈴) : belle cloche
- (x) Mitsu (光) : lumière
- (m) Mitsuaki (光秋) : lumière d'automne
- (f) Mitsue (光恵)
- (f) Mitsuha
- (m) Mitsuhide (光秀) : lumière supérieure (mitsu : lumière ; hide : supérieur)
- (x) Mitsuki (美月 ou 光希) : belle lune
- (f) Mitsuko (光子) : enfant de lumière
- (m) Mitsumasa (光正) : lumière franche
- (f) Mitsumi : belle lumière
- (m) Mitsumichi : lumière inconnue
- (f) Mitsune : enfant de la lumière ou lumière et son
- (m) Mitsunori (光則)
- (m) Mitsuo (光男, 満夫)
- (m) Mitsuomi (光臣)
- (m) Mitsuro (蜜蝋) : cire d'abeille
- (m) Mitsuru (充)
- (f) Mitsurin (密林) : jungle, forêt épaisse
- (m) Mitsushige (hist)
- (m) Mitsutoshi (光年) : âge de lumière, 光利
- (f) Mitsuyo (光代)
- (m) Mitsuyori
- (m) Mitsuyoshi (光義)
- (f) Miu (美羽 ou 美雨) : belle plume ou belle pluie (à la différence de Myu qui n'a pas de signification)
- (f) Miuna (美海) : belle mer
- (f) Miwa (美和) : belle harmonie/paix
- (f) Miwako (美和子) : enfant de l'harmonie
- (x) Miyabi (雅) : élégant
- (f) Miya (美弥) : toujours plus belle
- (f) Miyako (美弥子) : enfant toujours plus belle
- (f) Miyo (美代)
- (f) Miyoko (美代子)
- (f)  Miyu (美由, 美祐) : belle lune
- (f) Miyuki : silence de neige profonde ou 美雪 belle neige, 美由紀
- (f) Miyuna : grâce
- (f) Mizore (霙 ou みぞれ) : neige fondue
- (f) Mizue (瑞恵)
- (x) Mizuho (瑞穂)
- (x) Mizuki (瑞樹, 瑞希) : jolie lune
- (f) Mizutomo
- (f) Musume (娘) : fille
- (m) Mochiaki
- (f) Moe (萌) : bourgeon
- (f) Moeko (萌子)
- (f) Moemi
- (f) Moka
- (f) Mokona (nom d'une mangaka de Clamp)
- (x) Momiji (紅葉) : feuilles de l'automne
- (f) Momo (桃) : pêche
- (f) Momoe (百恵)
- (f) Momoka (桃香) : parfum de pêches
- (f) Momoko (桃子) : enfant des pêches (la pêche est, au Japon, le symbole de la longévité)
- (m) Momotarō
- (f) Morie
- (m) Morihei
- (m) Morihiro (守弘)
- (f) Morii (容依)
- (f) Moriko (森子) : enfant de la forêt
- (m) Morisada
- (m) Moriteru (守央)
- (m) Moritomo (守友)
- (f) Morita (森田) : domaine forestier
- (m) Moriyasu
- (m) Motoaki (元昭)
- (m) Motoji (元司)
- (m) Motojirō (基次郎)
- (f) Motoka
- (f) Motoko (素子, 元子)
- (m) Motonaga
- (m) Motonobu (元信)
- (m) Motonori
- (m) Motoo (元雄) : origine
- (x) Muichiro (むいちろ)
- (m) Muneaki (宗明)
- (m) Munehide
- (m) Munemasa (宗政)
- (m) Mumei : littéralement « sans nom »
- (f) Mura : village
- (m) Murakami (村神) : village de Dieu
- (m) Muramasa (村勝) : village victorieux ?
- (f) Murasaki (紫) : pourpre
- (m) Muro (室) : serre
- (f) Mutsuki (睦月) : mois de l'amitié (janvier)
- (f) Mutsuko (睦子)
- (f) Maasa
- (f) Maaya
- (f) Machi
- (f) Mahana
- (f) Mahina
- (f) Maia
- (f) Maiko
- (f) Maimi
- (f) Maka
- (f) Makana
- (f) Mako
- (f) Mami
- (f) Manae
- (f) Manaha
- (f) Mano
- (f) Manoka
- (f) Maomi
- (f) Maori
- (f) Mari
- (f) Mariha
- (f) Marii
- (f) Marika
- (f) Mariko
- (f) Marin
- (f) Marino
- (f) Marisa
- (f) Mashiro
- (f) Matsuri
- (f) Mau
- (f) Maya
- (f) Mayuka
- (f) Mayuna
- (f) Megu
- (f) Meika
- (f) Meina
- (f) Meiri
- (f) Meisa
- (f) Mia
- (f) Midori : Vert
- (f) Mihana
- (f) Mihane
- (f) Mii
- (f) Miina
- (f) Mika
- (f) Miko
- (f) Miku
- (f) Mikuri
- (f) Mikuru
- (f) Mimi
- (f) Mina
- (f) Minamo
- (f) Mino
- (f) Mioka
- (f) Mion
- (f) Miona
- (f) Miori
- (f) Mira
- (f) Mirei
- (f) Miri
- (f) Miria
- (f) Mirina
- (f) Miruku
- (f) Misa
- (f) Misono
- (f) Misora
- (f) Miya
- (f) Miyako
- (f) Miyuka
- (f) Miyuno
- (f) Miyuri
- (f) Mizuho
- (f) Mizuka
- (f) Moa
- (f) Moana
- (f) Moe
- (f) Moeka
- (f) Moena
- (f) Moka
- (f) Momo : Pêche
- (f) Momoa
- (f) Momoha
- (f) Momona
- (f) Momone
- (f) Mona
- (f) Monaka
- (f) Monami
- (f) Mone
- (f) Motomi
- (f) Mutsumi
- (f) Myu

## N
- (f) Nadeshiko (撫子) : œillet (symbolise la jeune fille japonaise idéale, de par ses qualités morales comme par sa beauté)
- (f) Nagako
- (m) Nagato (永人)
- (f) Nagatsuki (長月) : long mois (septembre)
- (m) Nagihiko
- (x) Nagisa (渚) : rivage, grève
- (f) Nahoko (奈保子)
- (f) Nakano
- (m) Nakatsu (Hanazakari no kimitachi e)
- (f) Nako
- (f) Nami (波) : vague, 奈美
- (f) Namie (奈美恵) : ?
- (f) Namiko (波子) : enfant des vagues, 奈美子
- (f) Nana (七) : fleur de pommier ou sept, 奈々
- (f) Nanae (七恵, 奈々恵)
- (f) Nanako (七子) : septième enfant, 奈々子
- (f) Nanami
- (f)(i) Nanoha
- (x) Nao (直, 奈緒)
- (m) Naoaki
- (m) Naohiro (直弘)
- (f)Naoka
- (m) Naokatsu
- (m) Naoki (直樹)
- (f) Naoko (直子) : enfant droite/obéissante ou honnête, 奈緒子
- (x) Naomi (直美) : fleur secrète de la Terre
- (m) Naomori
- (m) Naonori
- (f) Naori (治り) : guérison
- (m) Naosuke
- (m) Naotaka (直孝)
- (m) Naoto (直人)
- (m) Naoya (尚也) : Très grand/noble/distingué/raffiné
- (m) Naoyuki (尚之)
- (m) Naozumi
- (m) Naraku (奈落) : enfer
- (f) Nari
- (f) Nariko (成子)
- (m) Narinobu (成信)
- (m) Naritaka
- (m) Naritami
- (m) Naritsugu (成継)
- (x) Naru (成)
- (m) Naruhiko 成彦
- (m) Naruhito (成人)
- (f) Narumi (成美)
- (m) Naruto (ナルト) : tourbillon (narutomaki : ingrédient dans les râmen, soupe de nouilles japonaise)
- (x) Natsu (夏) : été et torride
- (x) Natsuki : (m) 夏樹 arbre de l'été ; (f) なつき
- (f) Natsuko (夏子) : enfant de l'été
- (f) Natsume (棗, 夏目) : jujubier, été et œil
- (f) Natsumi (夏海) : mer d'été ; 夏美 : magnifique été
- (m) Natsuo (夏雄)
- (f) Nayoko
- (f) Nayuki
- (f) Nene (寧々)
- (x) Neru
- (m) Netero : force brute
- (f) Nezuko (禰豆子)
- (x) Niji (虹) : arc-en-ciel
- (f) Nijiko (虹子) : enfant de l'arc-en-ciel
- (x) Nika
- (f) Nina
- (m) Nita
- (x) Nobara (野薔薇) : Églantine, Rose Sauvage
- (m) Noboru (昇) : la hausse, montez
- (x) Nobu (信) : confiance
- (m) Nobuaki (信明)
- (m) Nobuchika (信親)
- (m) Nobuharu (信治)
- (m) Nobuhide (信秀)
- (m) Nobuhiko (延彦)
- (m) Nobukado
- (m) Nobukimi
- (f) Nobuko (信子)
- (m) Nobumasa (信正)
- (m) Nobunaga (信長)
- (m) Nobunori
- (m) Nobuo (信夫)
- (m) Noburō (伸郎)
- (m) Nobushige (信繁)
- (m) Nobusuke
- (m) Nobutaka (信孝)
- (m) Nobutatsu
- (m) Nobuto (信人)
- (m) Nobutomo
- (m) Nobutsuna
- (m) Nobutsune
- (m) Nobuya (信哉)
- (m) Nobuyasu (信康)
- (m) Nobuyori (信頼)
- (m) Nobuyoshi (信義)
- (m) Nobuyuki (信行)
- (f) Nodoka (閑, のどか) : calme
- (m) Nori (則) : règle, loi
- (m) Noriaki (憲明)
- (f) Norie (紀恵)
- (m) Norifumi (典史)
- (m) Norihei (則平)
- (m) Norihiro (典弘)
- (m) Norihisa (紀久)
- (m) Norihito (紀仁)
- (m) Norikatsu
- (f) Noriko (法子, 則子) : enfant de la loi, 紀子, 典子
- (m) Noritomo
- (m) Norio (則夫)
- (m) Norisuke
- (m) Noriyuki (則之)
- (f) Nowaki : (typhon)
- (x) Nozomi (望, 希 ou 希美) : l'espoir
- (x) Nozomu (望)
- (f) Nae
- (f) Nagomi
- (f) Naho
- (f) Nako
- (f) Nanaha
- (f) Nanaho
- (f) Nanaka
- (f) Nanao
- (f) Nanase
- (f) Nano
- (f) Nanoka
- (f) Naoko
- (f) Naomi
- (f) Nayu
- (f) Nayuka
- (f) Nayumi
- (f) Nene
- (f) Nichika
- (f) Niina
- (f) Nika
- (f) Noe
- (f) Noi
- (f) Noka
- (f) Non
- (f) Nono
- (f) Nonoa
- (f) Nonoha
- (f) Nonoka (ののか)
- (f) Nonoko
- (f) Noraneko (野良猫) : chat errant
- (f) Norika

## O
- (m) Obito
- (m) Ōgai 鴎外 (hist) (prénom rare)
- (f) Oguri (旺久利) :
- (f) Ohatsu
- (m) Ohjiro
- (m) Ōichirō (旺一郎)
- (f) Oka : colline
- (f) Ōkami (狼) : loup
- (f) Oki : haute mer
- Okihiro
- (f) Okiko (興子) (hist) : enfant de la haute mer (oki : haute mer ; ko : enfant)
- (x) Okuni : vieux prénom
- (m) Oniroku (鬼六)
- Onodera
- (f) Orie (織江)
- (f) Orine (織音)
- (f) Orihime : princesse en cage
- (f) Orika (織香)
- (f) Orisa (prénom rare)
- (x) Oriza
- (x) Osami
- (m) Osamu 治 : loi durable (rester fidèle à une loi)
- (m) Otani (大谷)
- (f) Otoe (乙恵)
- (m) Otohiko
- (f) Otoha
- (f) Otoka
- (f) Otone
- (f) Ochako

## P
- (f) Pakunoda
- (m) Piko/Pico
- (f) Pinko
- (f) Ponyo (ポニオ)

## R
- (f) Raion : lion
- (f) Rakka : chute (tomber)
- (f) Ran (蘭) : orchidée
- (f) Ranko (蘭子)
- (x) Rei (零) : zéro ou exemple
- (m) Reiichi (玲一)
- (m) Reiichirō (麗一郎)
- (m) Reijirō (麗次郎)
- (f) Reika (麗華)
- (f) Reiko (麗子) : bel enfant
- (f) Reimi (麗美)
- (f) Reina (麗奈)
- (f) Reira (麗良)
- (f) Reiri 怜里 (prénom rare)
- (m) Reita (怜太) : grande sagesse
- (m) Reitarō
- (m) Reiya (怜也)
- (f) Remi (レミ)
- (x) Ren (蓮) : lotus
- (f) Rena (麗奈)
- (f) Renge
- (x) Rengu : fleur de lotus
- (m) Renji (蓮司)
- (m) Renjirō
- (f) Renko
- (m) Renzaburō
- (x) Reon
- (x) Reona (玲於奈)
- (f) Ria
- (m) Riamu (リアム)
- (f) Richiko
- (f) Rie (理恵)
- (f) Rieko (理恵子)
- (f) Riena
- (m) Rihei (利平)
- (f) Riho (里穂)
- (f) Rihoko (里穂子)
- (m) Riichi (理一)
- (m) Riichirō (理一郎)
- (f) Rikka (梨香, 里香) : science
- (f) Rikako (里佳子)
- (m) Riki (力)
- (f) Riko (利己) : égoïsme
- (x) Riku (陸) : terre (sol)
- (f) Rikuko (陸子)
- (m) Rikuo (陸男)
- (f) Rima
- (f) Rimi
- (x) Rin (凛, 鈴) : petite clochette, phosphore
- (f) Rina (里菜) : Lina : jasmin
- (f) Rinako
- (f) Rinda : Linda
- (m) Rin'ichirō (凛一郎)
- (x) Ringo (リンゴ) : pomme
- (m) Rinji
- (m) Rinjirō (潾二郎)
- (f) Rinko
- (f) Rinku (リンク) : lien
- (f) Rino (梨乃)
- (m) Rintarō (倫太郎)
- (f) Rio (里緒)
- (f) Rioko
- (m) Rion
- (f) Riona (里緒奈)
- (f) Rira (prénom rare)
- (f) Riria
- (f) Ririko
- (f) Ririna
- (f) Ririse (prénom rare)
- (f) Riru (prénom rare)
- (f) Risa (理沙) : Lisa
- (f) Risako (理佐子)
- (x) Ritsu (律)
- (f) Ritsuko (律子)
- (f) Riya
- (f) Riyako
- (f) Riyo (理世)
- (m) Riyō (利用) : utilisation
- (f) Riyoko (理代子)
- (f) Riyu (理由) : raison
- (f) Roko
- (m) Rokujirō
- (m) Rokurō (六郎)
- (x) Roku (ロク) : bon, bonne
- (f) Rōza
- (x) Rui (泪) : larme
- (f) Ruika (prénom rare)
- (f) Ruiko (瑠衣子)
- (m) Ruito (塁斗)
- (f) Ruka
- (i) (f) Rukia
- (f) Rukina (prénom rare)
- (f) Rumi (留美)
- (f) Rumiko (留美子)
- (f) Runa
- (f) Ruri (ルリ et 瑠璃)
- (f) Ruriko (ルリ子 et 瑠璃子)
- (f) Rurie
- (f) Rutsuko
- (x) Ryō (涼) : frais
- (m) Ryōga
- (m) Ryōhei (良平)
- (m) Ryōichi (亮一)
- (m) Ryōichirō (良一郎)
- (m) Ryōji (良二)
- (f) Ryōka (涼香)
- (f) Ryōko (良子)
- (m) Ryōma (竜馬)
- (m) Ryōsuke (亮介)
- (m) Ryōta (良太)
- (m) Ryōtarō (遼太郎)
- (m) Ryōzō (良三)
- (m) Ryū (竜, 龍) : dragon
- (m) Ryūichi (隆一)
- (m) Ryūichirō (龍一郎)
- (m) Ryūji (隆二)
- (m) Ryūjirō (竜二郎)
- (f) Ryūka (硫化) : sulfuration
- (f) Ryūko (竜子) : enfant du dragon
- (m) Ryūku (リューク) : dragon de la mort
- (m) Ryūnosuke (竜之介)
- (m) Ryūsaku (隆作)
- (m) Ryūsuke (隆介)
- (m) Ryūta (竜太 ou 龍太)
- (m) Ryūtarō (隆太郎)
- (m) Ryūzaburō (隆三郎)
- (m) Ryūzō (隆造)
- (m) Raytōku : élu, bien ou mal
- (f) Raika
- (f) Ran
- (f) Rana
- (f) Rea
- (f) Reina
- (f) Reisa
- (f) Rena
- (f) Renka
- (f) Reno
- (f) Rian
- (f) Riana
- (f) Riara
- (f) Rieka
- (f) Rii
- (f) Riina
- (f) Riisa
- (f) Rikka
- (f) Rima
- (f) Rine
- (f) Rinka
- (f) Rinko
- (f) Rinna
- (f) Rinoa
- (f) Rinoka
- (f) Rinon
- (f) Rioka
- (f) Riri
- (f) Ririi
- (f) Ririka
- (f) Ririna
- (f) Rise
- (f) Risuho
- (f) Rita
- (f) Rizu
- (f) Rumi
- (f) Ruria
- (f) Rurika
- (f) Rurina
- (f) Ruru
- (f) Ryoka
- (f) ryoku

## S
- (f) Saaya (紗綾)
- (m) Saikio (裁許) : sanction
- (m) Saburō (三郎) : troisième fils
- (f) Sachi (幸) : bonheur
- (f) Sachie (幸恵) : bonheur et charité
- (f) Sachiho (幸穂)
- (f) Sachimi (幸美)
- (f) Sachiko (幸子) : enfant heureux, enfant du bonheur
- (f) Sachiyo (幸代) : ère du bonheur, long bonheur
- (m) Sadaaki (貞明)
- (f) Sadae (貞江)
- (m) Sadaharu (貞治)
- (m) Sadajirō (定次郎)
- (f) Sadako (貞子)
- (x) Sadami
- (m) Sadanobu (定信)
- (m) Sadao (貞夫)
- (m) Sadamasa (定正)
- (f) Sadayo (貞世)
- (f) Sae (紗江)
- (f) Saeka (冴香)
- (f) Saeko (冴子)
- (f) Saemi (冴美)
- (f) Saho (沙穂)
- (f) Sahoko (早甫子)
- (f) Sahori (沙帆里)
- (x) Sai (サイ) : encore, rhinocéros
- (x) Saiga : Double , Mort
- (m) Saiichi (才一)
- (m) Saiichirō
- (f) Saika (彩花)
- (f) Saiko (彩子)
- (x) Sakae (栄) : prospérité
- (m) Sakai (佐改)
- (f) Saki (沙希, 咲)
- (f) Sakie (咲江)
- (m) Sakihito (咲仁)
- (f) Sakiho (咲穂)
- (f) Sakiko (咲子)
- (f) Sakimi
- (f) Sakina
- (f) Sakino (咲乃)
- (f) Sakiyo (咲世)
- (m) Sakon (左近)
- (m) Sakumo (サクモ)
- (f) Sakura (桜) : cerisier ; fleur de cerisier
- (f) Sakurada (桜田) : champ de cerisiers
- (f) Sakuragi (桜木) : cerisier
- (f) Sakurako (桜子) : enfant du cerisier
- (m) Sakutarō (朔太郎) : celui qui se cache
- (f) Sakuya (咲夜) : fleur de cerisier ; nuit de nouvelle lune
- (m) Sakuzō (作蔵)
- (f) Saki
- (f) Sana (沙奈)
- (f) Sanae (早苗)
- (f) Sanako (早菜子)
- (f) Sanami (小菜美)
- (m) Sanemi (実弥)
- (m) Sanetomi (実美)
- (f) Sango (瑚, 珊瑚) : corail (prénom rare)
- (m) Sanjikun
- (m) Sanshirō (三四郎)
- (f) Saori (沙織)
- (f) Sari (沙里)
- (f) Sarina (紗里奈)
- (m) Sasori (サソリ) : scorpion
- (m) Sasuke (さすけ, サスケ) : ?
- (f) Sato (サト) : campagne, 沙都
- (f) Satoe (聡恵)
- (f) Satoko (智子, 聡子) : enfant sage
- (f) Satomi (智美) : beauté sage
- (m) Satoru (悟) : comprendre
- (m) Satoshi (聡) : sage
- (f) Satoyo (聡代)
- (x) Satsuki (五月) : mois du repiquage du riz (mai)
- (f) Sawa (佐和) : fraîcheur
- (f) Sawaka
- (f) Sawako (佐和子) : enfant de la fraîcheur
- (f) Saya (沙耶) : le fourreau (d'une épée)
- (f) Sayaka (沙耶香, 清香, さやか)
- (f) Sayako (清子)
- (f) Sayano (爽乃)
- (f) Sayo (小夜) : nuit
- (f) Sayori
- (f) Sayoko (佐代子)
- (f) Sayu (小由) : petit et raison
- (f) Sayuki (小雪) : petite neige
- (f) Sayumi (小弓) : petit arc
- (f) Sayuri (小百合) : petite fleur de lys
- (x) Sei (聖) : vie, naissance
- (m) Seigi (正義) : justice
- (m) Seigō (正剛)
- (m) Seiha
- (m) Seiichi (誠一)
- (m) Seiichirō (誠一郎)
- (m) Seiji (清二)
- (m) Seijirō (清次郎)
- (m) Seijun (清純, 清順) : surnom
- (m) Seijūrō (清十郎)
- (m) Seika : gloire/fine fleur
- (m) Seiki (清輝)
- (f) Seiko (聖子) : enfant sacré
- (f) Seina (聖奈)
- (f) Seira (聖羅) : Sarah
- (f) Seiren : honnêteté
- (m) Seishi (誠士)
- (m) Seishirō (清四郎)
- (m) Seitarō (清太郎)
- (m) Seito
- (m) Seiun (hist)
- (x) Seiya (聖也)
- (m) Seizō (誠三)
- (f) Sekai (世界 ou せかい) : monde
- (x) Sena (瀬菜, 瀬名)
- (m) Senji (千次)
- (m) Senjirō (千次郎)
- (m) Senjūrō (千十郎)
- (x) Senri (千里) (peut également se lire « Chiri » pour une fille)
- (f) Seshiru : Cécile
- (m) Sesshū
- (f) Serena : prénom rare
- (Sessue) (雪舟) : prénom rare
- (f) Seto (セト, 世都)
- (f) Setsuko (節子) : enfant modéré
- (f) Setsumi (節美)
- (f) (i) (m) Setsuna (刹那) : éphémère, 節奈
- (f) Shanpū (シャンプー) : shampooing
- (m) Shichinosuke (七之助)
- (m) Shīdo (シード) : graine
- (m) Shichirō (七郎)
- (m) Shigefumi (重文)
- (m) Shigeharu (重治)
- (m) Shigekatsu (重勝)
- (m) Shigeki (茂樹)
- (f) Shigeko (成子)
- (m) Shigemasa (重正)
- (f) Shigemi (繁美)
- (m) Shigemune (重宗)
- (m) Shigenobu (重信)
- (m) Shigenori (茂則)
- (m) Shigeo (茂雄)
- (m) Shigeoki 重興
- (x) Shigeru (茂 ou 繁)
- (m) Shigesato (重里)
- (m) Shigetada (重忠)
- (m) Shigeyoshi (重義)
- (m) Shigezō (重三)
- (x) Shigure (時雨) : pluie d'automne
- (f) Shiho (志保)
- (f) Shihoko (志保子)
- (f) Shihomi (詩穂美)
- (f) Shihona (志保奈)
- (f) Shihori (しほり)
- (f) Shimizu (紫水) : eau transparente (litt. « l'eau claire »)
- (m) Shin (新 ou 真) : nouveau ou vérité
- (f) Shina (美徳) : vertu
- (m) Shinachiku (シナチク, autre nom pour Menma) : pousses de bambou assaisonnées (ingrédient dans les râmen, soupe de nouilles japonaise)
- (m) Shingo (慎吾)
- (m) Shinichi (進一)
- (m) Shinichirō (信一郎)
- (m) Shinji (信二) : confiance
- (m) Shinjirō (新次郎)
- (x) Shinju (真珠) : perle
- (m) Shinkichi (新吉)
- (m) Shin'nosuke (慎之介)
- (x) Shino (紫乃, 志乃) : avoir espoir
- (x) Shinobu (忍) : persévérance
- (m) Shinpei (新平)
- (i) (m) Shinrei (辰伶)
- (m) Shinsuke (伸介)
- (m) Shintarō (慎太郎)
- (m) Shinya (真也)
- (m) Shinzō (信三)
- (f) Shio (志緒)
- (f) Shiomi (志緒美)
- (x) Shion (詩音) : aster de Tartarie (type de fleur)
- (f) Shiori (栞) : signet, guide, 詩織
- (f) Shirahime (白姫) : princesse blanche
- (m) Shirō (四郎) : quatrième fils
- (x) Shirogane (白金) : platine
- (f) Shitsumi (七海)
- (f) Shiwasu (師走) : course des prêtres (décembre)
- (f) Shizu (静, シズ) : calme
- (f) Shizue (静江)
- (f) Shizuho
- (x) Shizuka (静, 静香) : calme, paisible
- (f) Shizuko (静子) : enfant du calme, 志津子
- (f) Shizune
- (x) Shizuru (静流)
- (f) Shizuyo (静代) : génération calme
- (m) Shō (翔) : vol
- (m) Shōgo (省吾)
- (m) Shōhei (正平)
- (m) Shōichi (正一)
- (m) Shōji (昭二)
- (f) Shōko (翔子)
- (m) Shōroku (昭六)
- (m) Shōsuke (章介)
- (m) Shōta (翔太)
- (m) Shōtarō (章太郎)
- (m) Shōto
- (m) Shōzō (昭三)
- (m) Shushi (種子) : semence
- (m) Shū (周)
- (m) Shūgorō (周五郎)
- (m) Shūhei (修平, 秀平)
- (m) Shūichi (修一)
- (m) Shūichirō (周一郎)
- (m) Shūji (修二)
- (m) Shūkō (秀行, surnom) : Hideyuki
- (f) Shūko (周子)
- (m) Shūmei (周明)
- (m) Shumon
- (m) Shun (駿, 俊)
- (m) Shunsuke (俊介)
- (m) Shuntarō (俊太郎)
- (f) Shura
- (m) Shūren
- (m) Shūsaku (周作)
- (m) Shūsuke (秀介)
- (m) Shūta (修太)
- (m) Shūtarō (修太郎)
- (m) Shūya (修也)
- (m) Shūzō (修造)
- (m) Sōji (総司)
- (x) Soki (塑希)
- (f) Sōko (草子, 荘子)
- (f) Sonoka (苑香)
- (f) Sonoe (園江)
- (f) Sonoko (園子)
- (x) Sora (空) : ciel
- (f) Sori (奏麗)
- (m) Sōta (惣太)
- (x) Sui (水) : eau
- (f) Sue
- (f) Sugako (須賀子) : enfant célébrant son devoir
- (f) Sugi (スギ ou 雪松) : cèdre
- (m) Sugisaku (杉作)
- (m) Suguru (卓) : excellent
- (f) Sumi (須美) : belle nécessité
- (f) Sumie (澄江)
- (f) Sumika (澄香) : clair parfum
- (f) Sumiko (澄子) : enfant parfumé
- (f) Sumina
- (m) Sumio (澄夫)
- (f) Sumire (すみれ ou 菫) : violette
- (f) Sumiyo (純代) : génération pure
- (m) Sunaiki à vérifier
- (x) Sunao : franchise
- (m) Susumu (進) : avancement
- (m) Suzaku (朱雀) : phénix
- (f) Suzu (鈴) : clochette
- (f) Suzue (すずえ)
- (f) Suzuha
- (f) Suzuka (涼風) : vent frais
- (f) Suzuki
- Suzume (雀) : moineau
- (f) Suzumi (凉美) : beauté fraîche
- (f) Suzuna (鈴菜) : cloche et plante (pour le son « na »)
- (f) Suzune (鈴音) : son de cloche
- (m) Suzuno (鈴野)
- (m) Syōhei (正平)
- (m) Syūn'ichi (俊一)
- (f) Soren : chiffre de chance, couleur, pierre, métal
- (f) Sachika
- (f) Saera
- (f) Saeri
- (f) Sako
- (f) Sanaka
- (f) Sao
- (f) Sara
- (f) Sarasa
- (f) Sari
- (f) Saria
- (f) Sarii
- (f) Sasa
- (f) Sato
- (f) Satoka
- (f) Saya
- (f) Sayane
- (f) Sayuka
- (f) Sayuna
- (f) Seri
- (f) Serika
- (f) Serina
- (f) Shia
- (f) Shiena
- (f) Shieri
- (m) Shiki (志季)
- (f) Shii
- (f) Shiika
- (f) Shiina
- (f) Shima
- (f) Shino
- (f) Shisei
- (f) Shizuku
- (f) Shoka
- (f) Shoko
- (f) Shuka
- (f) Soka
- (f) Sona
- (f) Sono
- (f) Sorana
- (f) Soyo
- (f) Soyoka
- (f) Suzuka
- (f) Suzuko

## T
- (m) Tachio
- (m) Tadakatsu
- (m) Tadase
- (m) Tadakiyo
- (m) Tadanobu (忠信)
- (m) Tadao (忠夫)
- (m) Tadaoki (忠興)
- (m) Tadashi (忠志)
- (m) Tadashige
- (m) Tadayasu (忠保)
- (m) Tadayo (忠世)
- (m) Tadayoshi (忠義)
- (f) Taeko (妙子)
- (x) Taiga
- (m) Taichi
- (m) Taiji (泰司)
- (m) Taiki (大樹)
- (m) Taikon
- (x) Taishō
- (m) Taisuke (大輔)
- (m) Taiyō (太陽) : soleil
- (m) Taizō (泰三)
- (m) Takaaki (隆明)
- (m) Takahiko (貴彦)
- (m) Takahiro (貴広)
- (m) Takahito (貴仁)
- (m) Takakazu (孝和)
- (m) Takaharu (高晴)
- (m) Takahiro (貴広)
- (m) Takahito (貴仁)
- (m) Takakazu (孝和)
- (x) Takami (隆美)
- (m) Takanobu (孝信)
- (f) Takako (高子) : noble enfant
- (m) Takanori (孝則)
- (m) Takao (隆夫)
- (f) Takara (宝) : trésor ou précieuse
- (m) Takashi (隆) : éminence ou nombreux dons
- (m) Takaya (孝也)
- (m) Takayoshi 孝義
- (m) Takayuki (孝之)
- (f) Take (竹) : bambou
- (m) Takeaki (武明)
- (m) Takeji (武司)
- (m) Takeo (武雄)
- (m) Takehiko (健彦)
- (m) Takeru (長) : chef
- (m) Takeshi (武) : brave, bambou
- (m) Taketoshi (武敏)
- (m) Takeya (竹谷) : bonne compagnie
- (m) Takeyuki (健之)
- (m) Takezō (武三)
- (m) Takio (多喜男)
- (m) Taku (拓, 卓)
- (m) Takuboku (啄木) : pivert
- (m) Takuma (琢磨)
- (m) Takumi (匠, 巧) : artisan ou adroit/ingénieux, 拓海
- (m) Takuji (卓司)
- (m) Takurō (拓郎)
- (m) Takuto (拓人)
- (m) Takuya (拓也)
- Tama (タマ) : c'est aussi un nom courant pour un chat
- (x) Tamaki 環
- (f) Tamako (たまこ)
- (f) Tamano
- (f) Tamao (玉緒)
- (m) Tamasaburō (玉三郎)
- (m) Tamezō
- (f) Tami (民) : peuple/nation
- (m) Tamiki
- (f) Tamiko (民子) : enfant du peuple, enfant de l'abondance
- (x) Tampopo : pissenlit (prénom rare, souvent donné aux animaux comme les oiseaux de couleur jaune)
- (f) Tani (タニ)  : vallée
- (x) Tanak
- (m) Tanjirō (炭治郎) : "Charbon", "Guérir" et "Fils, Homme".
- (m) Tarō (太郎) : grand garçon, premier-né
- (m) Tasaburō
- (m) Tasuku
- (m) Tatsuhiro (達弘)
- (m) Tatsuki (達樹)
- (m) Tatsuma (竜馬)
- (m) Tatsumi (辰巳)
- (m) Tatsunosuke (辰之助)
- (m) Tatsuo (達夫)
- (m) Tatsurō (達郎)
- (m) Tatsuya (竜也) : flèche de dragon
- (m) Tatsuzō (達三)
- (i) (f) Tayuya : enfant à la flûte
- ♀ Tejina : magie/sort (jeter)
- (f) Temari : balle à main
- (m) Tenshi : ange
- (x) Tenka (点火) : allumage
- (f) Tenki (天気)
- (x) Tenko : enfant qui roule
- (f) Tenraki (天ラキ)
- (m) Tenryū (hist)
- Tenten : enfant aux armes
- (m) Teru (照) : éclat
- (x) Teruki (照希) : espoir brillant
- (m) Terukiyo
- (f) Teruko (照子) : enfant brillante
- (x) Terumi (照美) : beauté éclatante
- (m) Terumichi
- (m) Terumoto
- (m) Teruo (輝雄)
- (m) Teruyuki (輝幸)
- (m) Tetsu (鉄) : fer
- (m) Tetsugaku (哲学) : philosophie
- (m) Tetsuji (鉄二)
- (m) Tetsunori (哲則) : tour de fer
- (m) Tetsushi (哲史)
- (m) Tetsuya (哲也) : magnifique
- (m) Tetsuzō (哲三)
- (x) Tezuka (手塚)
- (f) Togame
- (f) Tokie (時枝)
- (m) Tokiyori (時頼)
- (x) Toko
- (m) Tōma
- (f) Tomie (富江)
- (m) Tomiichi (富一)
- (m) Tomio (富夫) : riche mari
- (x) Tomo (友) : ami
- (m) Tomoaki (智明) : qui accompagne l'automne
- (x) Tomoe (友恵) : pupille
- (m) Tomoharu (友春) : qui accompagne le printemps
- (m) Tomohisa (智久)
- (f) Tomoka (智香)
- (m) Tomokazu (友和)
- (f) Tomoko (友子) : enfant amical
- (x) Tomomi (友美) : bel(le) ami(e)
- (m) Tomonori (友則)
- (m) Tomoo (友生) : l'ami et naître
- (m) Tomosaburō (友三郎)
- (m) Tomoya (智也)
- (f) Tomoyo (智代) : sagesse mondaine
- (m) Tomoyuki (智之)
- (x) Tomu
- (m) Tora (トラ, 寅, 虎) : tigre
- (m) Toramasa
- (m) Toramori
- (m) Toratane
- (m) Torayasu
- (f) Tori (鳥) : oiseau
- (m) Tōru (徹)
- (m) Toshi (俊) : intelligent
- (m) Toshiaki (敏明)
- (m) Toshifumi (敏文)
- (m) Toshiharu (利治)
- (m) Toshihide (俊英)
- (m) Toshihiko (俊彦)
- (m) Toshihiro (敏弘)
- (m) Toshikatsu
- (m) Toshiki (俊樹)
- (m) Toshimi (俊美)
- (m) Toshio (年男)
- (m) Toshirō (敏郎)
- (m) Toshitsugu (利次)
- (m) Toshiya (俊哉)
- (m) Toshiyuki (俊之)
- (m) Toshizō (歳三) (hist)
- (m) Tōson (藤村) (hist)
- (f) Towa (とわ) : éternité, perpétuité
- (m) Tōya : fleur de pêcher
- (f) Toyoko (豊子)
- (m) Tōyō
- (m) Toyo'o (豊雄)
- (f) Tsubaki (椿) : camélia
- (x) Tsubasa (翼) : ailes
- (m) Tsugito
- (m) Tsuguharu
- (m) Tsuguo (継男)
- (m) Tsuguhiko (嗣彦)
- (x) Tsukasa (司, つかさ)
- (m) Tsuke (つけ) : porter
- (f) Tsuki (月) : lune
- (f) Tsukiko (月子) : enfant de la lune
- (f) Tsukiyo (月夜) : nuit éclairée par la lune
- (f) Tsukushi : prêle des champs
- (f) Tsumiki
- (f) Tsunade : corde d'amarrage
- (m) Tsunachika (綱親) (hist)
- (m) Tsunayoshi (綱吉)
- (m) Tsunehiro (恒弘)
- (m) Tsunetami
- (m) Tsuneo (恒雄)
- (m) Tsuneyasu (常安)
- (f) Tsugumi (ツグミ) : muguet
- Tsuno : corne
- (f) Tsurara (氷柱) : stalactite
- (f) Tsuruyo (鶴代)
- (m) Tsutomi
- (m) Tsutomu (勤, 努)
- (f) Tsuya (ツヤ) : éclat
- (m) Tsuyoshi (剛) : fort/courageux
- (f) Tae
- (f) Tamae
- (f) Tamami
- (f) Toka
- (f) Tokiko
- (f) Toko
- (f) Toshie
- (f) Toshiko
- (f) Towako

## U
- (f) Ui (初, 羽衣) : innocente, déprimée
- (f) Uiba
- (m) Uichirō
- (f) Uiko
- (m) Ukichirō
- (f) Ukie
- (f) Ukiko
- (f) Ukina (浮奈)
- (m) Ukon
- (m) Ukyō (右京)
- (f) Umako (馬子) : enfant du cheval
- (f) Ume (梅, ウメ) : fleur de prunier
- (m) Umejirō (梅次郎)
- (f) Umeka
- (f) Umeko (梅子) : enfant de fleur de prunier
- (f) Umeno
- (m) Umetarō
- (x) Umi (海) : mer
- (f) Umiko (海子) : enfant de la mer
- (f) Une : crête
- (f) Uneko : enfant de la crête
- (m) Unshō
- (f) Urako
- (f) Uran
- (f) Urara (麗) : charmante, élégante
- (f) Uriko
- (f) Urumi
- (f) Ururu
- (m) Usaburō
- (f) Usagi (兎) : lapin
- (m) Usaji
- (f) Usami
- (x) Ushio (潮, 汐) : marée, 牛大
- (x) Usui : eau de pluie
- (f) Usune
- (f) Uta (歌) : chanson
- (f) Utae (唄江)
- (m) Utaemon
- (f) Utako (歌子, 唄子) : enfant d'une chanson
- (m) Utarō
- (f) Utashiro à vérifier
- (f) Utayo (唄代)
- (f) Uyou (右羊)
- (m) Uzaemon
- (f) Uzuki (卯月) : mois du lapin (avril)
- (f) Ui
- (f) Uika
- (f) Usa
- (f) Utaka

## W
- (m) Waichirō (和一郎)
- (f) Waka (和歌)
- (f) Wakaba (若葉) : jeune feuillage
- (f) Wakako (和歌子)
- (i) (f) Wakame
- (f) Wakana (若菜) : jeune plante
- (f) Waki (和紀)
- (f) Wakiko (和貴子)
- (m) Wakio
- (m) Wakitarō
- (f) Wako
- (f) Waku
- (f) Wakuko
- (f) Wakuni
- (f) Wakuri
- (m) Wasaburō (和三郎)
- (f) Watako
- (m) Watanuki : le mois d'avril
- (m) Wataru (渡る) : croix
- (f) Wayu (和夢)
- (f) Wayuki (匂雪)
- (f) Wayuu (和優, 和憂)
- Washio

## Y
- (m) Yahiko
- (m) Yahiro
- (m) Yaki (焼き) : grillé
- (m) Yamato (ヤマト)
- (m) Yanosuke
- (m) Yashiro
- (m) Yasuaki
- (m) Yasufumi
- (m) Yasuharu
- (m) Yasuhide
- (m) Yasuhiko
- (m) Yasuhiro
- (m) Yasuhisa
- (m) Yasuji
- (m) Yasujirō
- (m) Yasukazu
- (m) Yasuki
- (m) Yasumasa
- (m) Yasumi
- (m) Yasumichi
- (m) Yasunari
- (m) Yasunobu
- (m) Yasunori
- (m) Yasuo
- (m) Yasurō
- (m) Yasushi
- (m) Yasutaka
- (m) Yasutake
- (m) Yasutarō
- (m) Yasutomo
- (m) Yasutoshi
- (m) Yasuyoshi
- (m) Yasuyuki
- (m) Yatarō
- (m) Yō
- (m) Yōhei
- (m) Yōichi
- (m) Yōichirō
- (m) Yōji
- (m) Yōjirō
- (f) Yoko : enfant du soleil
- (f) Yomi
- (m) Yorimitsu
- (m) Yorinobu
- (m) Yorishige
- (m) Yoritaka
- (m) Yoritsugu
- (m) Yoritsune
- (m) Yoriyuki
- (m) Yoshi
- (f) Yoshimi
- (m) Yoshiaki
- (m) Yoshifumi
- (m) Yoshiharu
- (m) Yoshihide
- (m) Yoshihiko
- (m) Yoshihiro
- (m) Yoshihisa
- (m) Yoshihito
- (m) Yoshiie
- (m) Yoshikane
- (m) Yoshikatsu
- (m) Yoshikazu
- (m) Yoshiki
- (m) Yoshikiyo
- (m) Yoshikuni
- (m) Yoshimasa
- (m) Yoshimatsu
- (m) Yoshimichi
- (m) Yoshimitsu
- (m) Yoshimori
- (m) Yoshimoto
- (m) Yoshinaga
- (m) Yoshinao
- (m) Yoshinari
- (m) Yoshinobu
- (m) Yoshinori
- (m) Yoshio
- (m) Yoshirō
- (m) Yoshisada
- (m) Yoshishige
- (m) Yoshisuke
- (m) Yoshitaka
- (m) Yoshitake
- (m) Yoshitarō
- (m) Yoshiteru
- (m) Yoshito
- (m) Yoshitomo
- (m) Yoshitsugu
- (m) Yoshiya
- (m) Yoshiyasu
- (m) Yoshiyuki
- (m) Yoshizumi
- (m) Yōsuke
- (m) Yōta
- (m) Yōzō
- (f) Yū
- (m) Yūdai
- (m) Yugi
- (m) Yugo
- (m) Yūhei
- (m) Yui
- (m) Yuichi
- (m) Yūichirō
- (m) Yūji
- (m) Yūjirō
- (x) Yuki : neige
- (f) Yukiko
- (x) Yūki
- (m) Yūkichi
- (f) Yukihana (雪花) : fleur de neige
- (m) Yukiharu
- (m) Yukihiko
- (m) Yukihiro
- (m) Yukimasa
- (m) Yukimura
- (f) Yukimi (ユキミ) : observation de la neige
- (f) Yukina (雪な) : neigeux
- (m) Yukinobu
- (m) Yukinori
- (m) Yukio
- (m) Yukishige
- (m) Yukitaka
- (m) Yukito   (lapin des neiges)
- (m) Yukitoshi
- (m) Yukiya
- (m) Yukiyoshi
- (m) Yuma
- (f) Yume (夢) : rêve
- (f) Yumeko : Enfant du rêve
- (f) Yumi : Arc
- (f) Yuri
- (f) Yuriko
- (m) Yūsaku
- (m) Yūsei
- (m) Yūshi
- (m) Yūsuke
- (m) Yūta
- (m) Yutaka
- (m) Yūtarō
- (m) Yūto
- (m) Yūya
- (m) Yūzō
- (m) Yuzuru

## Z
- (m) Zarzour
- (m) Zenitsu (善逸) : Bonté
- (m) Zenjirō
- (m) Zenkichi
- (m) Zentarō
- (m) Zenzo
- (m) Zotutsu
- (m)Zenkicha
- (f) Zerin (是林)
- Zarya : Triomphe